# Ben Feringa
Bernard Lucas "Ben" Feringa (pronunciació holandesa: [ˈbɛrnɑrt ˈlykɑs ˈbɛn ˈfeːrɪŋɣunː], nascut el 18 de maig de 1951) és un químic orgànic sintètic, especialitzat en nanotecnologia molecular i catàlisi homogènia. És professor de Física molecular, amb distinció "Jacobus van't Hoff", a l'Institut de Química de la Universitat de Groningen, Països Baixos, i catedràtic de la Divisió de Ciències de la Reial Acadèmia de Ciències d'Holanda. Va rebre el 2016 el Premi Nobel de Química, juntament amb J. Fraser Stoddart i Jean-Pierre Sauvage "pel disseny i síntesi de màquines moleculars".

## Carrera
Feringa va obtenir el títol de doctor l'any 1978 amb la seva tesi "Oxidació asimètrica de fenols. Atropoisòmers i activitat òptica" a la Universitat de Groningen sota la supervisió del professor Hans Wijnberg. Després d'una curta estança a la Royal Dutch Shell a Holanda i al Regne Unit, va entrar com a professor lector a la Universitat de Groningen el 1984 i va ser professor titular el 1988. La seva carrera investigadora es va enfocar inicialment en la catàlisi homogènia i la catàlisi d'oxidació, especialment en la estereoquímica amb contribucions importants en el camp de la síntesi asimètrica, incloent el lligand 'monophos' utilitzat en hidrogenació asimètrica, addicions de conjugats asimètrics de reactius organometàlics, inclosos els reactius organolítics altament reactius i la fotoquímica orgànica i l'estereoquímica. Als anys 1990, el treball de Feringa en estereoquímica va comportar importants contribucions en la fotoquímica, donant lloc al primer motor giratori molecular unidireccional i posteriorment a un cotxe molecular (un anomenat cotxe nano) impulsat per impulsos elèctrics.
Ben Feringa té més de 30 patents i ha publicat més de 650 articles de recerca, ha estat citat més de 30.000 vegades i té un índex h per sobre de 90. Ha guiat a més de 100 estudiants de doctorat al llarg de la seva carrera.

## Contribucions a la recerca
La introducció primerenca d'interruptors moleculars quiroptics, basat en el disseny dels primers alquens sobrepoblats de quirals i la demostració de la commutació molecular controlada òpticament i l'amplificació de la quiralitat en sistemes mesoscòpics, condueixen a motors rotatius moleculars en els quals la quiralitat té un paper crític per assolir la mateixa funció assolida per la naturalesa, per exemple, la rotació unidireccional de retinal a rodopsina. Aquest treball va suposar el descobriment del primer motor rotatiu molecular unidireccional del món i ha estat la base de treballs per a un component clau del futur de la nanotecnologia molecular, és a dir, nanomàquines i nanorobots alimentats per motors moleculars. El disseny i síntesi de Feringa de màquines nanomoleculars, específicament commutadors moleculars i motors moleculars, han iniciat nous enfocaments cap a sistemes químics complexos i dinàmics i el control dinàmic de la funció.
Les aplicacions de commutadors moleculars desenvolupats en el seu grup inclouen materials i superfícies responsives, cristalls líquids, dispositius electrocròmics per a optoelectrònica, ADN fotocambiable com a stick de memòria molecular, gels sensibles, polímers, i canals de proteïnes commutables lleugers per a sistemes de lliurament de fàrmacs a nanoescala, detecció d'anions, catalitzadors sensibles i fotofarmacologia i també enfocaments completament nous que utilitzen fàrmacs responsius cap als agents anticancerosos, tractament antibiòtic i resistència als antibiòtics, i formació de biofilm. Interconnectant motors moleculars amb el món macroscòpic mitjançant un muntatge superficial sobre nanopartícules d'or i una pel·lícula macroscòpica d'or, ha demostrat que el motor funciona mentre que químicament està lligat a una superfície, un resultat clau per a futures nanomàquines com una cinta transportadora molecular. Experiments que impliquen cristalls líquids dopants amb motors moleculars demostren que es pot aprofitar el moviment del motor per fer que els objectes macroscòpics girin sobre una pel·lícula de cristall líquid i impulsin els sistemes moleculars fora de l'equilibri.Alguns d'aquests descobriments van ser seleccionats per a la llista de descobriments químics més importants de l'any per Chemical & Engineering News.
L'any 2011, el 'nanocar' molecular va ser noticia destacada a diaris i revistes de tot el món i seleccionat per l'Acadèmia de les Ciències Xinesa com un dels 10 descobriments importants de la ciència a tot el món. Cap a la futura disciplina de la química de sistemes, el desenvolupament d'un catalitzador quiral multiestadi que inclou un sistema supramolecular integrat que reuneix reconeixement molecular, transferència de quiralitat, catàlisi, control estereoelèctric i enantio-selectivitat, mentre que tots aquests processos es poden activar o desactivar mitjançant una funció del motor intern, trasllada el disseny i l'aplicació de motors moleculars a un nivell de sofisticació completament nou.
A part de motors i interruptors moleculars, el treball de Feringa ha traspassat moltes disciplines i inclou l'ús de radiació electromagnètica per generar enantioselectivitat, gelificadors de baix pes molecular, porfirines per imatge amb STM, autoensemblatge induït per assecat, síntesi orgànica, espectroscòpia CD, catàlisi asimètrica, explorar els orígens de la quiralitat, incloent la possibilitat d'una font extraterrestre i diversos aspectes de la ciència superficial, incloent-hi la modificació de la superfície, el control de l'energia superficial i les porfirines.

## Honors i premis
El premi Nobel de Química 2016 va ser atorgat conjuntament a Jean-Pierre Sauvage, Sir J. Fraser Stoddart i Bernard L. Feringa "pel disseny i síntesi de màquines moleculars".
Feringa és membre de moltes societats relacionades amb la química i la ciència. El 1998, Feringa va ser elegit com a membre de la Royal Society of Chemistry (FRSC). El 2004 va ser elegit membre honorari exterior de l'Acadèmia Americana de les Arts i les Ciències. Feringa és membre electe, des del 2006, i professor de l'Acadèmia, des del 2008, de la Reial Societat de Ciències i Humanitats d'Holanda (KNAW). A més, Feringa és expresident de la Conferència de Bürgenstock el 2009, Suïssa, i membre electe de la Academia Europaea des del 2010. El 2013 va ser nomenat membre del Consell de la Reial Societat de Química El 13 d'octubre de 2016, Feringa va ser elegit membre honorari de la Royal Netherlands Chemical Society.
En reconeixement de les seves contribucions a metodologies sintètiques i catàlisi, Feringa va rebre el Novartis Chemistry Lectureship Award 2000-2001. Una gran part de la carrera investigadora de Feringa s'ha centrat en la nanotecnologia molecular i, especialment, la fotoquímica molecular i l'estereoquímica. Les seves contribucions en aquestes àrees han estat reconegudes en premis de recerca, entre els quals el Premi Científic Europeu Korber el 2003, el Premi Spinoza el 2004 i la Medalla d'Or Prelog el 2005 (ETH-Zúric), Suïssa, Va guanyar el Premi James Flack Norris en Química Orgànica Física de la Societat Química Americana el 2007, EUA, el European Research Council Advanced Grant el 2008 i el Paracelsus Award de la Swiss Chemical Society, el 2008.
Feringa, a més, va ser guardonat amb la Medalla Chirality per contribucions destacades a tots els aspectes de l'estereoquímica el 2010, el Solvias Ligand Award Contest (compartit amb John Hartwig, de la Universitat Yale (EUA)), l'Organic Stereochemistry Award el 2011 de la Royal Society of Chemistry, Regne Unit i la medalla Decennial Van't Hoff el 2011 de la "Genootschap ter Bevordering van de Natuur-, Genees-, en Heelkunde", als Països Baixos.
Les contribucions de Feringa a les ciències moleculars han estat reconegudes amb el Arthur C. Cope Scholar Award, la Medalla Nagoya de Química Orgànica, el Grand Prix Scientifique 2012 Cino del Duca, i el premi Humboldt de la fundació Alexander von Humboldt (Alemanya) el 2012.
El 2013, va guanyar posteriorment el Lily European Distinguished Science Award, la Medalla d'or Nagoya a Nagoya, Japó, el premi Yamada-Koga a Tòquio, Japó, el Royal Society of Chemistry al servei distingit i la medallaMarie Sklodowska-Curie de la Societat Polonesa de Química.
Ha escrit diversos articles i capítols de llibres per a diverses revistes i llibres de prestigi, entre els quals es poden trobar Chemical reviews, Accounts of Chemical Research,  Angewandte i el principal llibre de text en el camp del dicroisme circular, Espectroscòpia quiroptica integral.
Va guanyar el premi Theodor Föster de la Societat Alemanya de Química (GDCh) i Bunsen-Society for Physical Chemistry el 2014, Alemanya, i el premi Arthur C. Cope Late Career Scholars de la Societat Química Americana el 2015. El novembre de 2015, va ser el destinatari del "premi Solvay Química per al futur", que va ser guardonat pel "seu treball en investigacions innovadores sobre motors moleculars, un camp de recerca que obre el camí cap a noves aplicacions terapèutiques i tecnològiques amb nanorobots."
El 20 de desembre de 2016, Feringa va rebre conjuntament el Premi Nobel de Química, juntament amb Sir J. Fraser Stoddart i Jean-Pierre Sauvage, pel seu treball en màquines moleculars. Feringa havia estat considerat candidat al Premi Nobel des de feia temps, amb Els Simpson incloent-lo en una llista de candidats el 2010. El 2016, també va rebre la medalla Hoffman de la Societat Alemanya de Química i el Premi del tetràedre d'Elsevier. El 2017 Feringa va rebre el Premi Centenari de la Royal Society of Chemistry. L'agost de 2018, Feringa va rebre la medalla d'or europea presentada per la European Chemical Society (EuChemS) durant el 7è congrés de química EuChemS, celebrat a Liverpool, Regne Unit. El 2019, Feringa va acceptar la Càtedra Raman de la Acadèmia de Ciències de l'Índia, una posició honorífica per la qual els científics eminents són convidats a conferir la seva tasca i interactuar amb la comunitat investigadora de l'Índia.
El 2008, va ser nomenat Cavaller de l'Orde del Lleó Neerlandès per la reina Beatriu I dels Països Baixos, i el 23 de novembre de 2016 va ser ascendit a Comandant de la mateixa Orde pel rei Guillem Alexandre dels Països Baixos. L'1 de desembre de 2016, Feringa va ser nomenat ciutadà honorari de Groningen. El 6 d'abril de 2017, un carrer de la seva ciutat natal Barger-Compascuum va ser nomenat Prof. BL Feringadam .

## Activitats professionals
Ben Feringa ha estat membre del consell editorial de diverses publicacions de la Royal Society of Chemistry, incloent Chemical Communications (fins 2012), el Faraday Transaccions of the Royal Societat, i president del consell editorial de Món de Química. És el Editor Científic fundador (2002-2006) de la revista de Química Orgànica & Química Biomolecular de la Reial Societat de Química. A més a més és assessor editorial per a les revistes Catàlisi i Síntesi Avançada, Adv. Phys. Org. Chem., Temes d'Estereoquímica, Química, una revista asiàtica publicada per Wiley, i assessor del consell editorial de la Revista de Química Orgànica, Revista de la Societat Química americana publicada per la Societat Química americana.
Feringa és cofundador de la companyia de recerca contractual Selact (que ara forma part de Kiadis), que es va crear originalment per proporcionar serveis en l'àrea de síntesi orgànica, però posteriorment va desenvolupar mètodes de cribatge d'alt rendiment.